# マックス・エルヴィン・フォン・ショイブナー＝リヒター
マックス・エルヴィン・フォン・ショイブナー＝リヒター（Max Erwin von Scheubner-Richter、 1884年1月9日-1923年11月9日）は、ドイツの外交官、政治家。国家社会主義ドイツ労働者党の初期の幹部。ミュンヘン一揆の行動計画を策定したが、警官隊の銃撃によって死亡した。本名はルートヴィヒ・マクシミリアン・エルヴィン・フォン・ショイブナー＝リヒター （Ludwig Maximilian Erwin von Scheubner-Richter）であるが、慣例的にマクシミリアンの愛称である「マックス」の名で呼ばれる。

## 生涯
1884年1月9日、当時ロシア帝国の領土であったリヴォニアのリガ(現在はラトビア領)で、バルト・ドイツ人の両親の元で生まれた。この頃のマックスはリヒター姓を名乗っていた。若い頃の彼は学友会(de:Studentenverbindung)で化学を学んだ。1905年のロシア第一革命の混乱中はミリシアに所属したが、その時警備していた工場の娘マティルダ・フォン・ショイブナーと結婚し、「フォン・ショイブナー」を姓に加えた。結婚後はドイツに移り住んだ。

### 政治活動
1914年8月、マックスは戦時志願兵として第一次世界大戦に従軍した。その後、オスマン帝国のエルズルムに渡り、副領事として駐在した。この間、マックスはアルメニア人虐殺を目撃し、トルコ政府に抗議している。ロシア革命が勃発すると、白軍に対し支援を行った。1918年、彼はドイツに帰国したが、この時アルフレート・ローゼンベルクをともなっている。
1920年3月、マックスはカップ一揆に参加した。カップの政府で通信大臣の地位を得たが、クーデターはあっけなく失敗した。その後彼は逃亡し、ミュンヘンに潜伏した。

### ナチス党幹部
1920年10月、マックスはアドルフ・ヒトラーに出会い、国家社会主義ドイツ労働者党の外交政策顧問となった。また上流階級に人脈を持っていた彼は、ナチス党がティッセン財閥から援助を受ける上で大いに力になった。また、後にミュンヘン一揆で行動を共にすることになるエーリヒ・ルーデンドルフ大将とヒトラーの橋渡しも行った。さらにナチス党機関紙となるフェルキッシャー・ベオバハター紙買収の仲介も行った。
ホロコースト研究家の研究では、この間にマックスがアルメニア人虐殺についてヒトラーに話し、ヒトラーが後のホロコーストに関する着想を得たという仮定が想定されることもある。

### ミュンヘン一揆
1923年、フランスのルール占領に端を発したバイエルン州政府とドイツ政府の対立の中で、ナチス党を含む右派政党の団体ドイツ闘争連盟は、イタリアのローマ進軍に習って、バイエルン州政府の掌握とドイツ政府の打倒を計画した。前段階としてバイエルン州政府掌握のクーデター計画が策定されたが、この主務者はマックスが努めた。
1923年11月8日、ヒトラーらはミュンヘンのビアホールビュルガーブロイケラーでバイエルン州政府の高官三人を軟禁し、ドイツ闘争連盟への協力を要請した。しかし三人は応じなかったため、マックスは説得のためにルーデンドルフの出馬を仰いだ。ルーデンドルフの説得で三人は応諾したが、内心では反発していた。三人はその後帰宅すると言いだしたため、ルーデンドルフがこれを許可した。マックスは三人の解放に反対したが容れられなかった。三人は帰宅後直ちに鎮圧に周り、一揆勢は窮地に追い込まれた。
一揆勢は状況を打開するため、デモ行進を行った。行進ではヒトラーが中心となり、マックスが右に、左にルーデンドルフが並び、腕を組んで歩いた。行進がオデオン広場にさしかかると警官隊が発砲した。マックスは胸に銃弾を受けて即死し、倒れた。ヒトラーは倒れるマックスに引きずられて倒れ、腕を脱臼したものの銃弾直撃は免れた。
ヒトラーはマックスの死を「取り返しのつかない損失」と嘆いた。ヒトラーの著書である「我が闘争」の第一部には、その日に死んだTheodor von der Pfordten、Klaus von Papeとマックスに対する献辞が書かれている。